# دون هامل
دون هامل هو سياسي أمريكي، ولد في 8 سبتمبر 1907، وتوفي في 18 أغسطس 1988. نشط حزبياً في الحزب الديمقراطي.